# فهد عافت
فهد بن عافت بن نواف بن خنجر المغامس الزقروطي الشمري شاعر وكاتب وإعلامي سعودي من مواليد 25 ديسمبر 1966 في الجهراء الكويت. أحد مؤسسي مجلة المختلف، وفواصل وقطوف، وهي مجلات فنية وشعرية. غنّى قصائده الكثير من الفنانين أمثال محمد عبده وطلال مداح ورابح صقر. ومن أبرز أعماله كتابة كلمات أوبريت مهرجان الجنادرية 33 (تدلل يا وطن) عام 2018.
قدم قصائد الرثاء في الملك فهد بن عبد العزيز آل سعود، وطلال الرشيد، والفنان طلال مداح. اختير لعضوية مسابقة شاعر الملك والتي تقام بالمملكة العربية السعودية. نال جائزة المفتاحة في مجال الشعر الشعبي سنة 2003، وقد سلّمه الجائزة صاحب السمو الملكي الأمير خالد الفيصل.

## الكتابة الصحفية
- كتب مقالاً أسبوعياً في صحيفة عكاظ بعنوان (شذرات) توقف في أبريل 2011.[4]
- يكتب مقالات يومية بعنوان «بلكونة» في صحيفة الرياضية.[5]

## الأمسيات والمشاركات الإعلامية
- شارك في لجنة تحكيم برنامج «معلقة 45» عام 2023م.[6]
- قدّم برنامج المسابقات (الجمل بما حمل) على قناة MBC في شهر رمضان 2023.[7]
- شارك في كتابة المسرحية الغنائية معلقاتنا امتداد أمجاد عام 2023.[8]
- أمسية في السفارة السعودية في أبوظبي بمناسبة اليوم الوطني السعودي عام 2019.[9]

## قصائد مغناة
| القصيدة            | الفنان                  | الملحن       | ملاحظات |
| ------------------ | ----------------------- | ------------ | ------- |
| فتنة الحفل         | علي عبد الستار          | صالح الشهري  | [ 10 ]  |
| الكرز              | أحمد الجميري            | أحمد الجميري | [ 11 ]  |
| وين الدليل         | محمد عبده               | طلال         | [ 12 ]  |
| أوبريت درب الملك   | محمد عبده               | صادق الشاعر  | [ 13 ]  |
| أوبريت تدلل يا وطن | محمد عبده - راشد الماجد | طلال         | [ 14 ]  |
| الحفلة             | محمد عبده               | طلال         | [ 15 ]  |
| أسميك المطر        | محمد عبده               | طلال باغر    |         |
| جتني الأسامي       | محمد عبده               | طلال         | [ 16 ]  |
| مريم               | صلاح أحمد               |              |         |
| أنا لولاي          | رابح صقر                |              |         |
| ظل وهجير           | أنغام                   | صادق الشاعر  |         |
| أخافك              | أميمة طالب              | سهم          | [ 17 ]  |
| كفك أغاني          | أميمة طالب              | صادق الشاعر  |         |
| ياما تغير          | فؤاد عبد الواحد         | صادق الشاعر  |         |
| غن                 | فؤاد عبد الواحد         | طلال         | [ 18 ]  |

## الجوائز
حصل على جائزة المفتاحة عام 2003م لإسهامه المتميز في مجال الشعر الشعبي.